# 呼び鈴

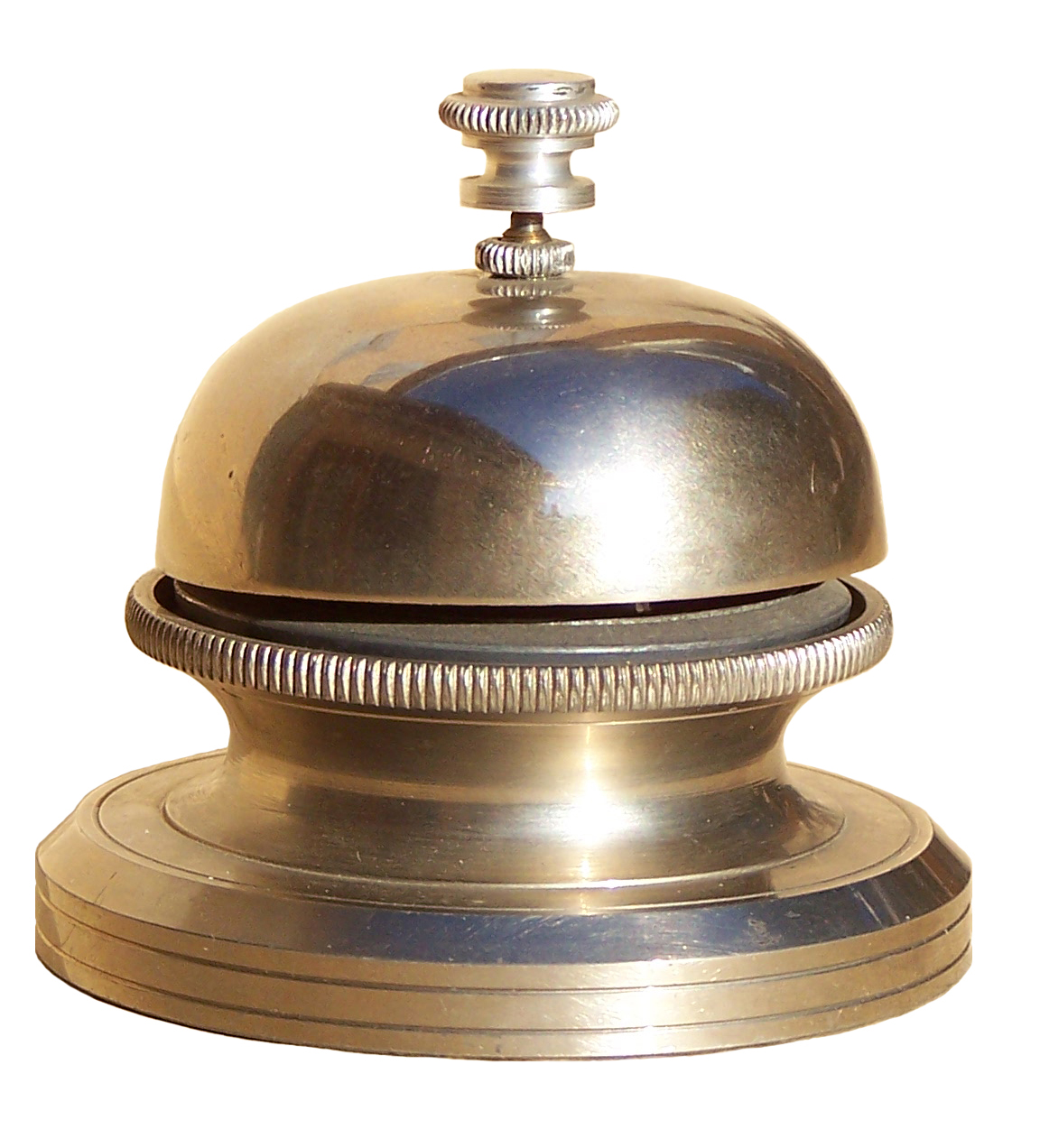
卓上ベル

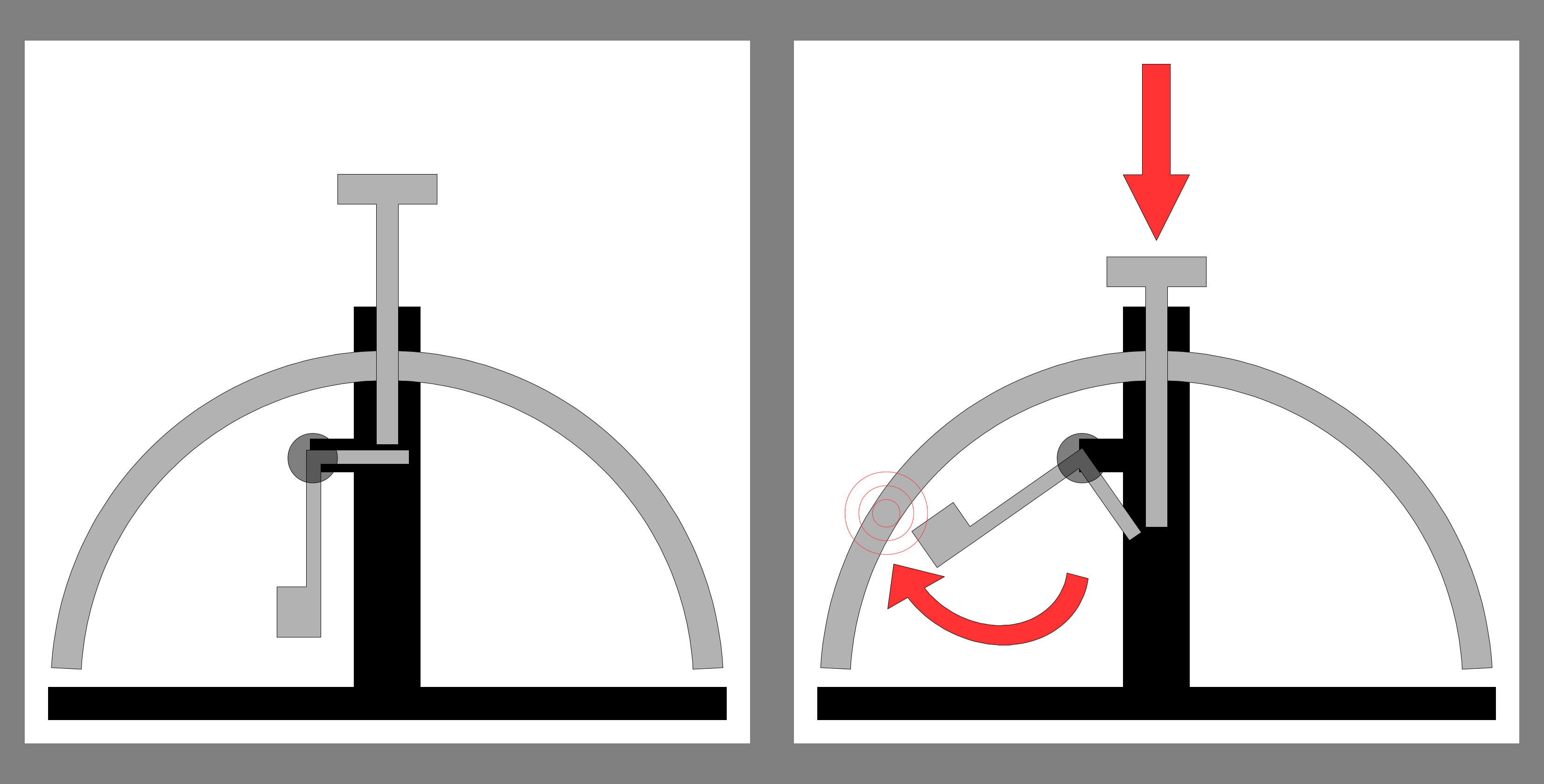
卓上ベルの構造

呼び鈴（よびりん）とは、ホテルやレストラン、住宅の玄関や門などに設置し、訪問者（客）が居住者（従業員）を呼び出すために使われる装置のことである。
特に住居などの場合には、ドアベル、ドアチャイムとも呼ばれる。戸建て住宅ではドアホン（ビデオモニター付インターホン）が主流になっており、アパート以外では減少傾向である。

## 構成

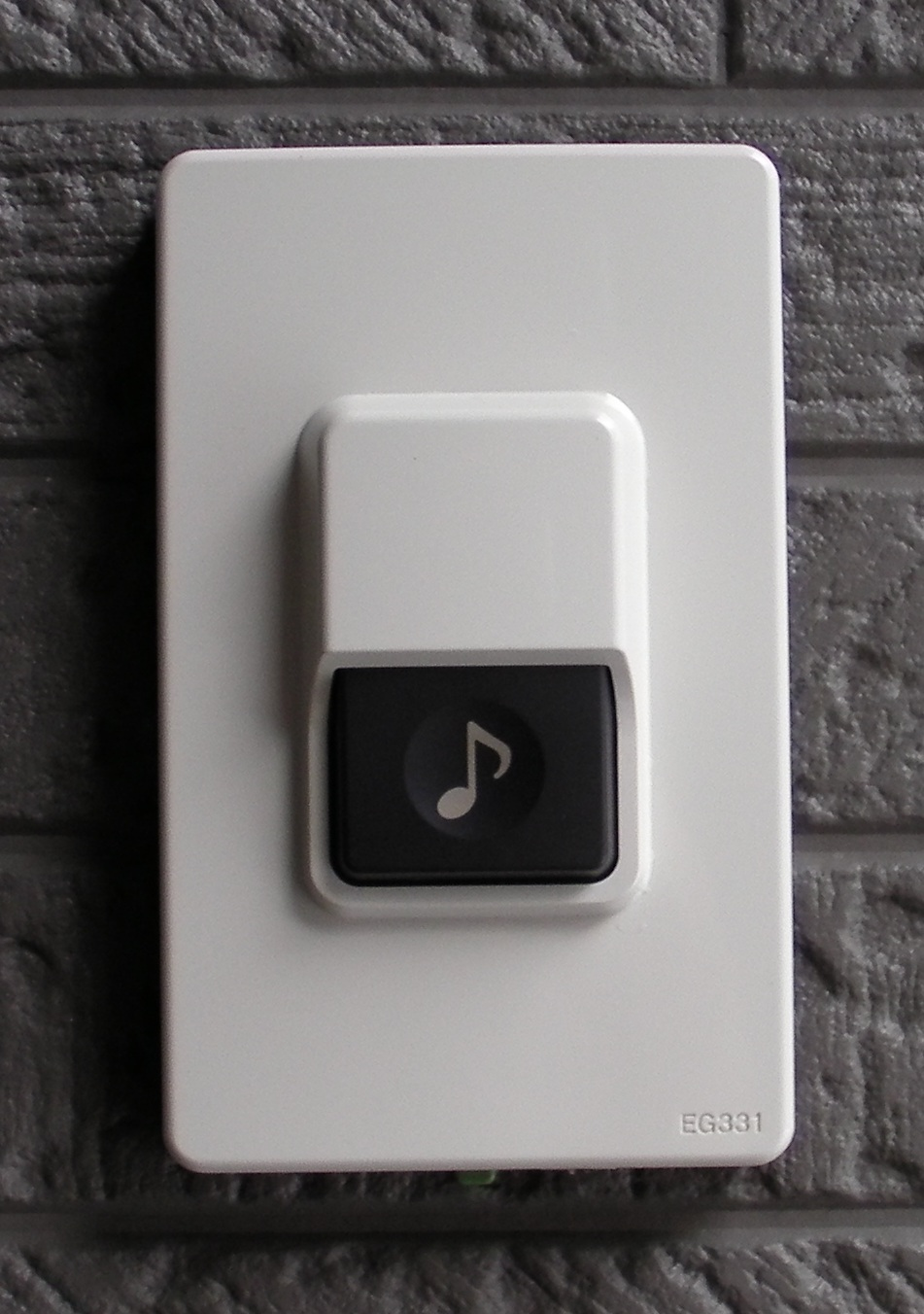
一般的なドアチャイム用押しボタン

玄関や門に設置される「押ボタン」と屋内に設置される「チャイム本体」で構成される。

## 種類

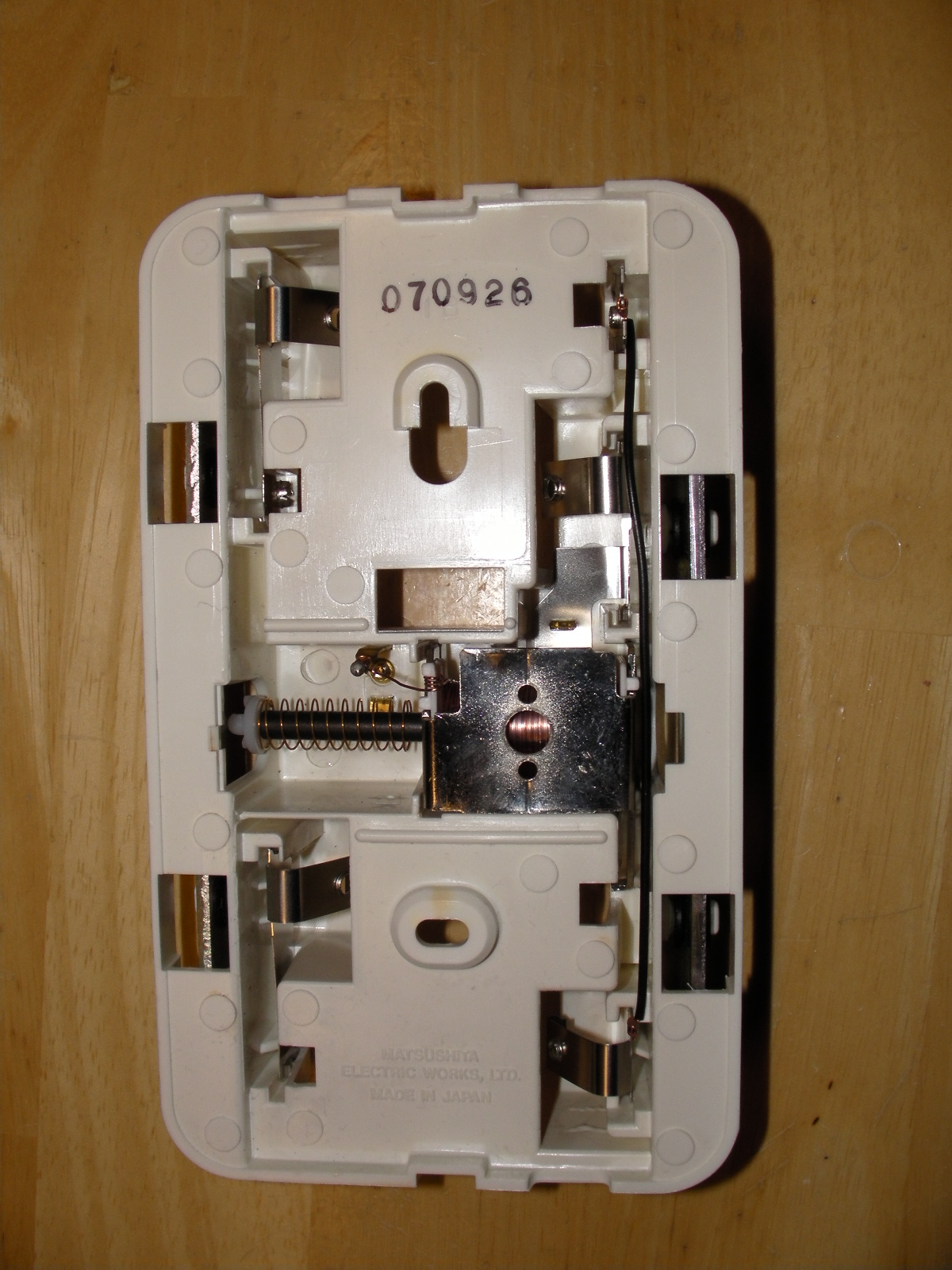
機械式ドアチャイム （松下電工（現 パナソニック）製EB14K型）の駆動部分）
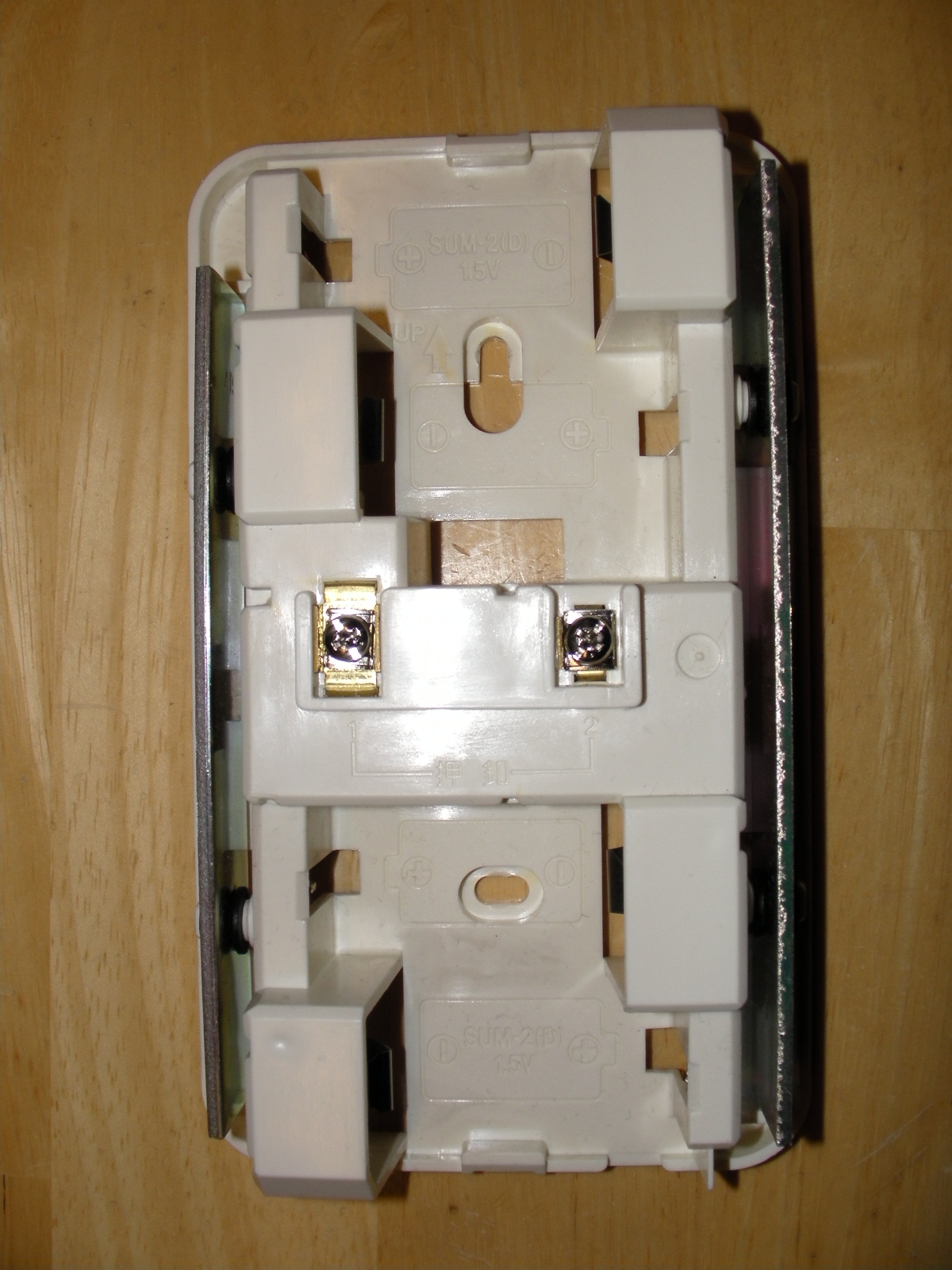
機械式ドアチャイム （松下電工（現 パナソニック）製EB14K型）の鉄板部分）
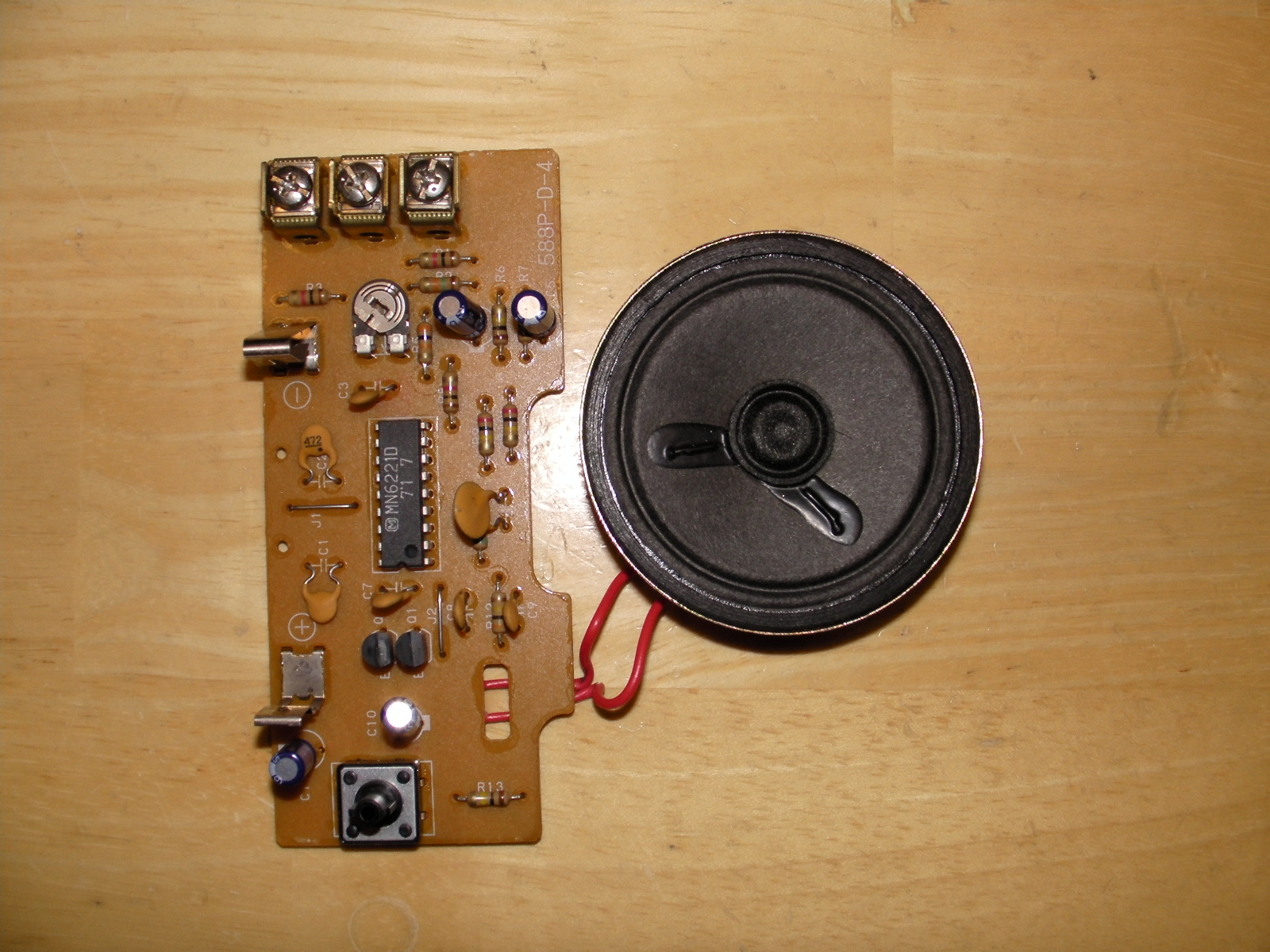
電子式ドアチャイム （松下電工（現 パナソニック）製EC5237型）の内部基板）

電源方式
AC100V式
電池交換が不要であるため、新築住宅に適している。
電池式
電源配線工事が不要であるため、既存住宅に適している。
動作・発音方式
機械式
電磁誘導により、長短2枚の鉄板を打ち鳴らす方式。一般的なチャイム音として知られる「ピンポン」音は、短い鉄板の高い音「ピン」と、長い鉄板の低い音「ポン」の組み合わせにより、生まれる。すなわち、押しボタンを押すとコイルに電流が流れ、ソレノイドが短い鉄板を叩いて「ピン」音が鳴り、押しボタンを放すと電流が切れ、バネの力でソレノイドが戻って長い鉄板を叩き、「ポン」音が鳴る。なお、これと同じ仕組みは自動車の速度警報装置やATSの警報持続チャイム、601型電話機のベルにも使われている。
電子式
ICなどに記録した電子音を鳴らす方式。機械式チャイムの「ピンポン」音を模したものに加え、メロディや、鳥の鳴き声といった様々な音の鳴動も可能であり、1台のチャイムに複数の音を内蔵したものもある。また、機械式と比べて消費電流が極めて小さく、特に電池式の場合はランニングコストが小さくなることや、接点入力部にかかる電圧が低く、電流も微少であるため、押しボタン以外にも接点やオープンコレクタ出力を持つ各種機器と接続し、様々な報知用途での使用も可能となるといったメリットもある。一例として、ファミリーマートの多くの店舗では、パナソニック製の電子式ドアチャイムをセンサーと連動させてメロディ音を鳴動し、来客報知用として使用している。
配線の有無
有線式
押ボタンと本体の間を電気配線で接続するタイプ。
無線式
押ボタンと本体の間を電波で送信することによりワイヤレスで動作するタイプ。
- 機械式ドアチャイム 
（松下電工（現 パナソニック）製EB14K型）の駆動部分）
- 機械式ドアチャイム 
（松下電工（現 パナソニック）製EB14K型）の鉄板部分）
- 電子式ドアチャイム 
（松下電工（現 パナソニック）製EC5237型）の内部基板）

|                                                                        |  |                                                                                  |
| 機械式ドアチャイム （松下電工（現 パナソニック） 製EB14K型）の鳴動音） |  | 電子式ドアチャイム （松下電工（現 パナソニック） 製EC5237型）の6打点ピンポン音） |

## 主な製造メーカー
- 朝日電器[2]
- オーム電機[3]
- パナソニック[4]
- リーベックス[5]
- アイホン[6]